# Parc Joan Miró (Barcelone)
Le parc Joan Miró, (également connu sous son ancien nom en catalan parc de l'Escorxador, « parc des Abattoirs » ou comme Parc de Tyrolienne), est un parc situé dans le quartier de l'Eixample de Barcelone. On y trouve notamment la sculpture Dona i ocell de l'artiste barcelonais Joan Miró. Le parc est séparé de la place d'Espagne par des arènes. Il possède une grande esplanade et une bibliothèque où sont parfois organisées des activités culturelles.
Le parc est l'oeuvre de l'architecte catalane Beth Galí.
Depuis le parc on peut voir Montjuïc, la place d'Espagne et Tibidabo.
Le parc est situé sur le site d'anciens abattoirs et a été nommé en l'honneur de Joan Miró.

## Transport
On peut y accéder par la place d'Espagne.

## Images

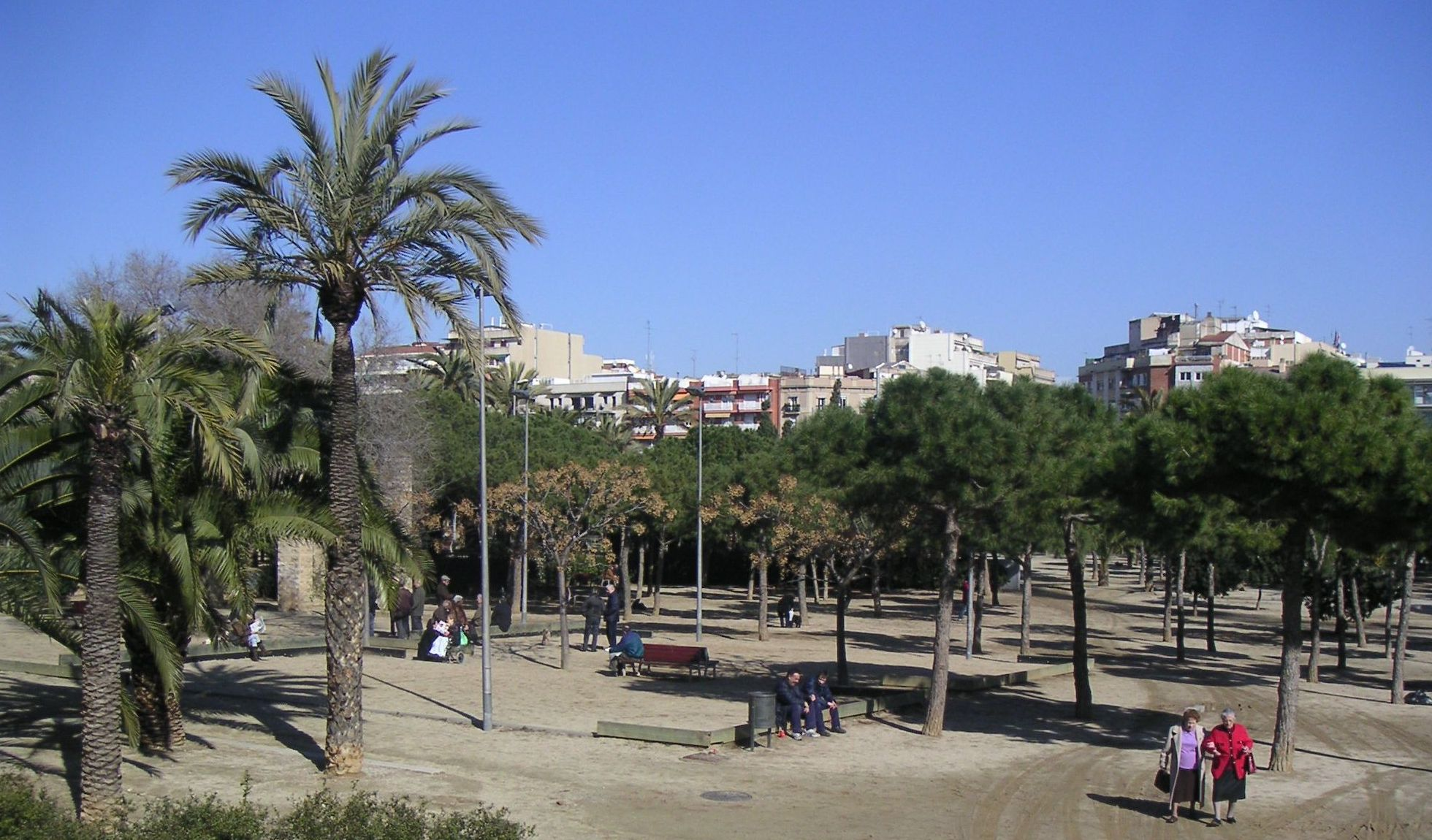
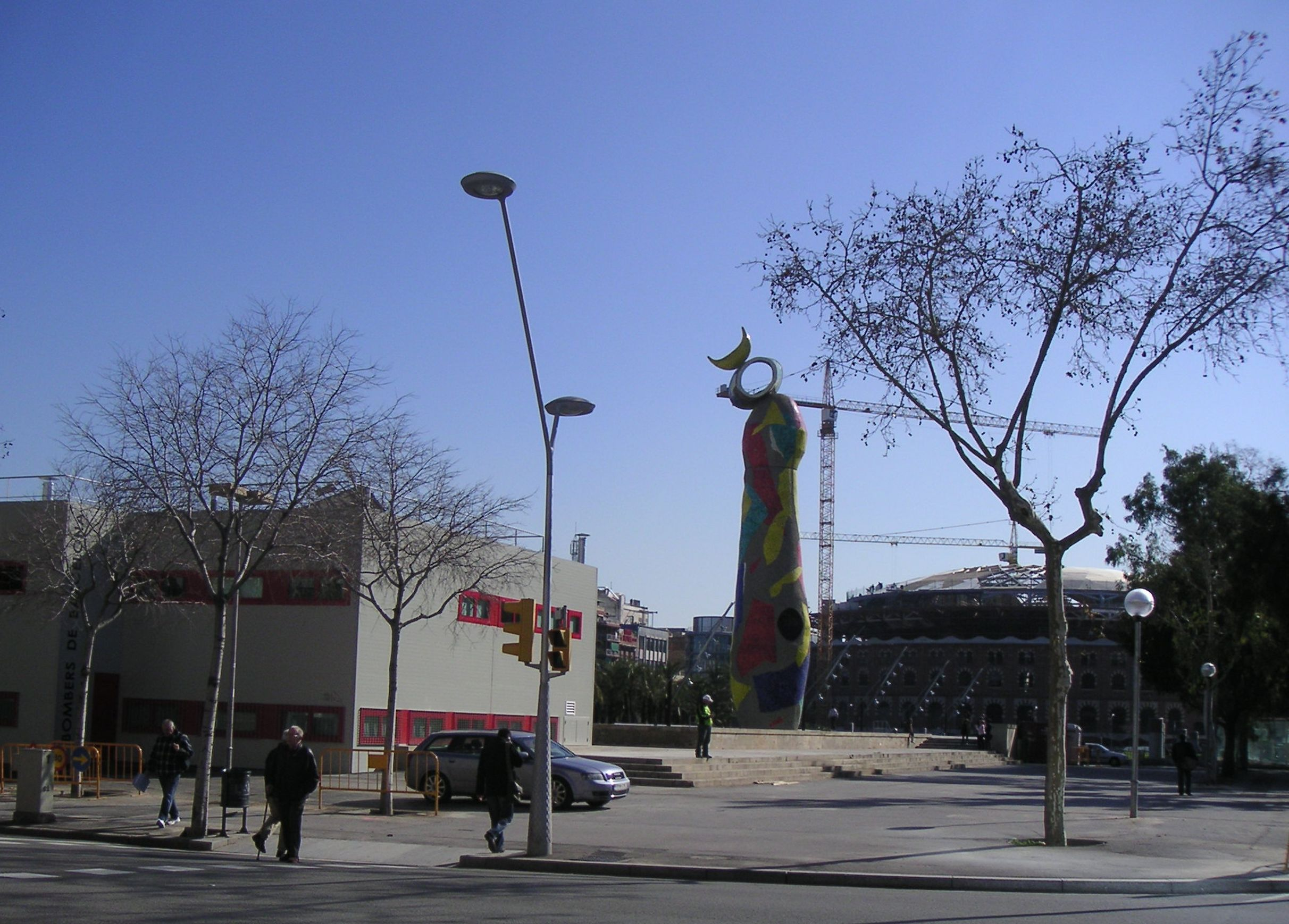
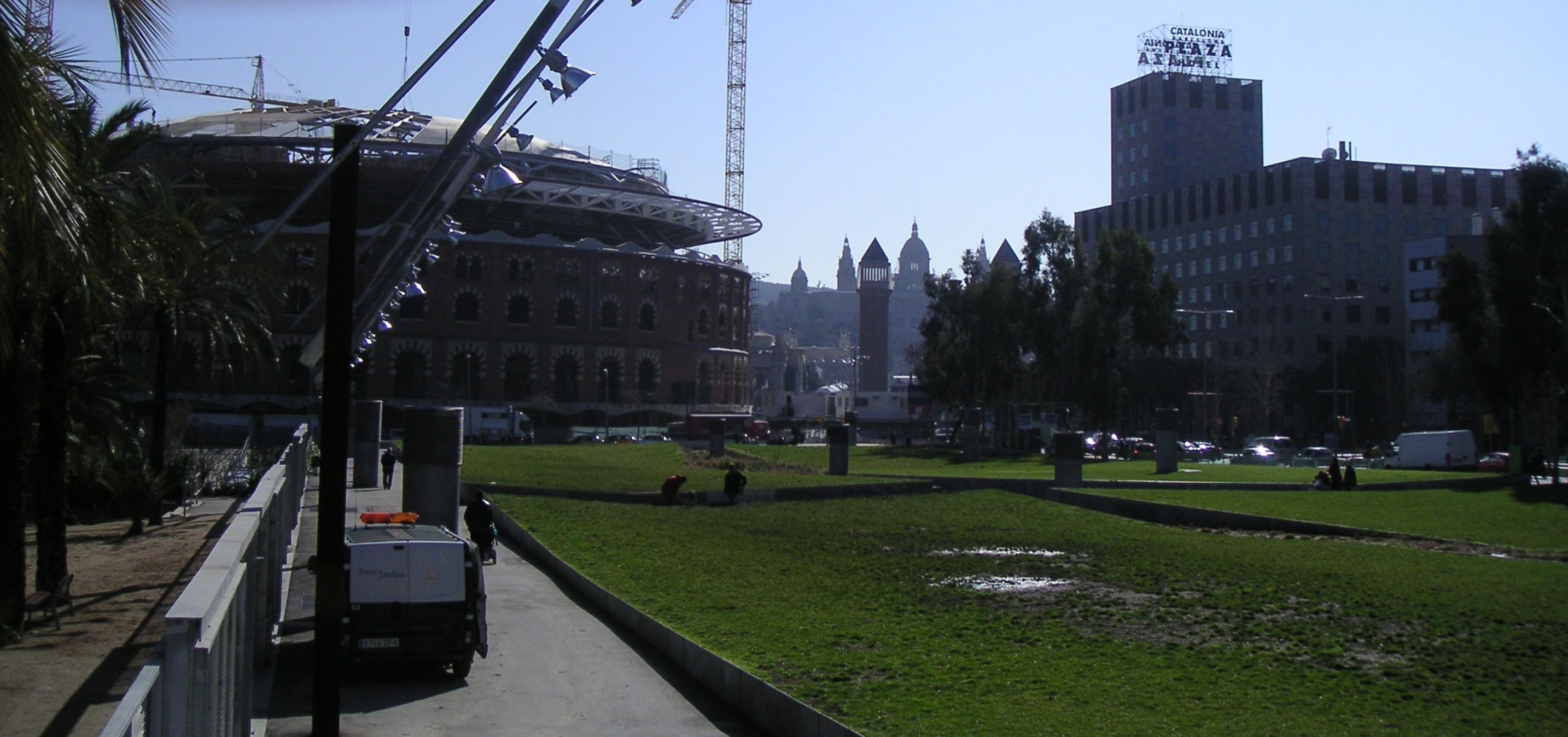
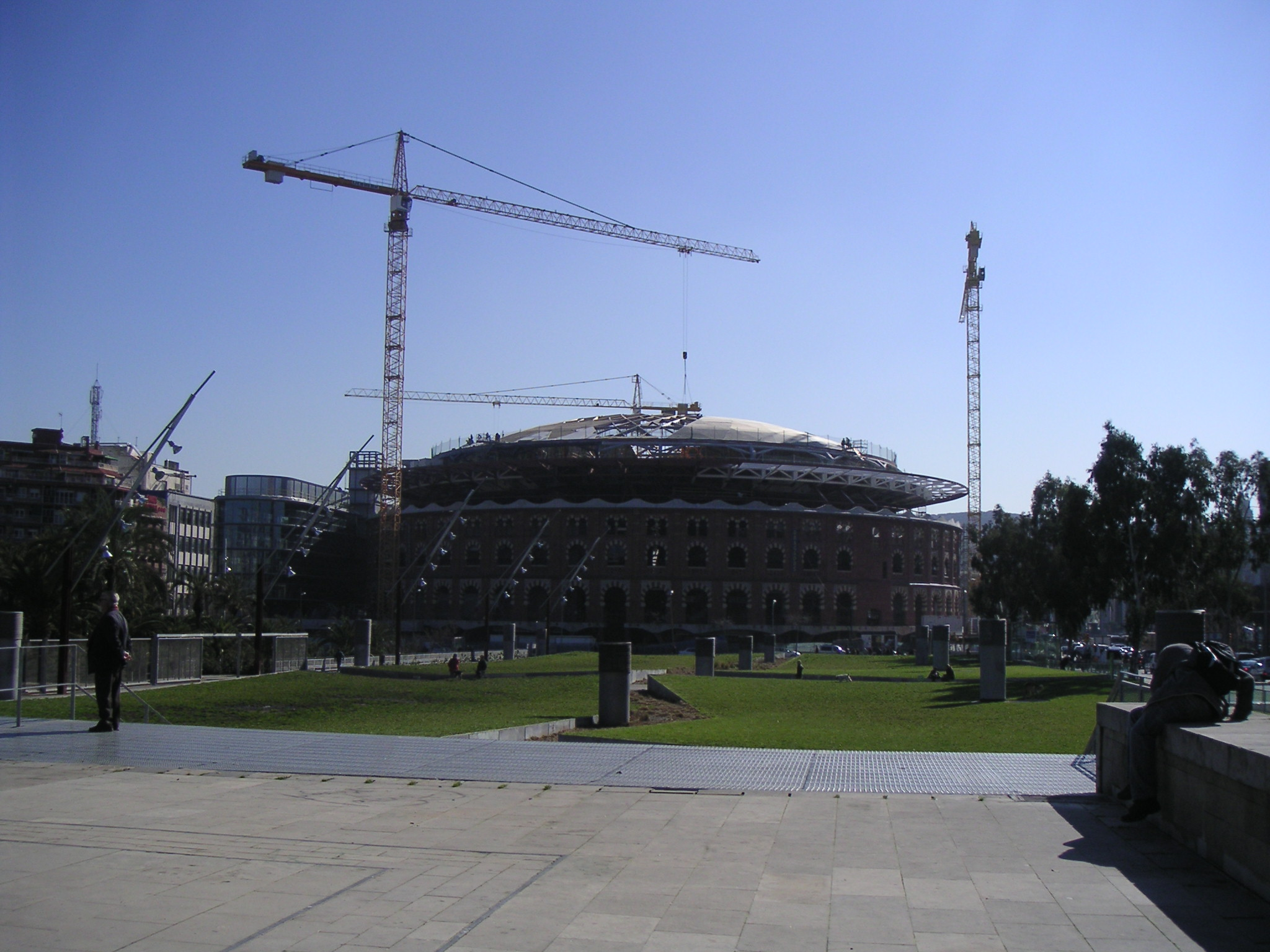
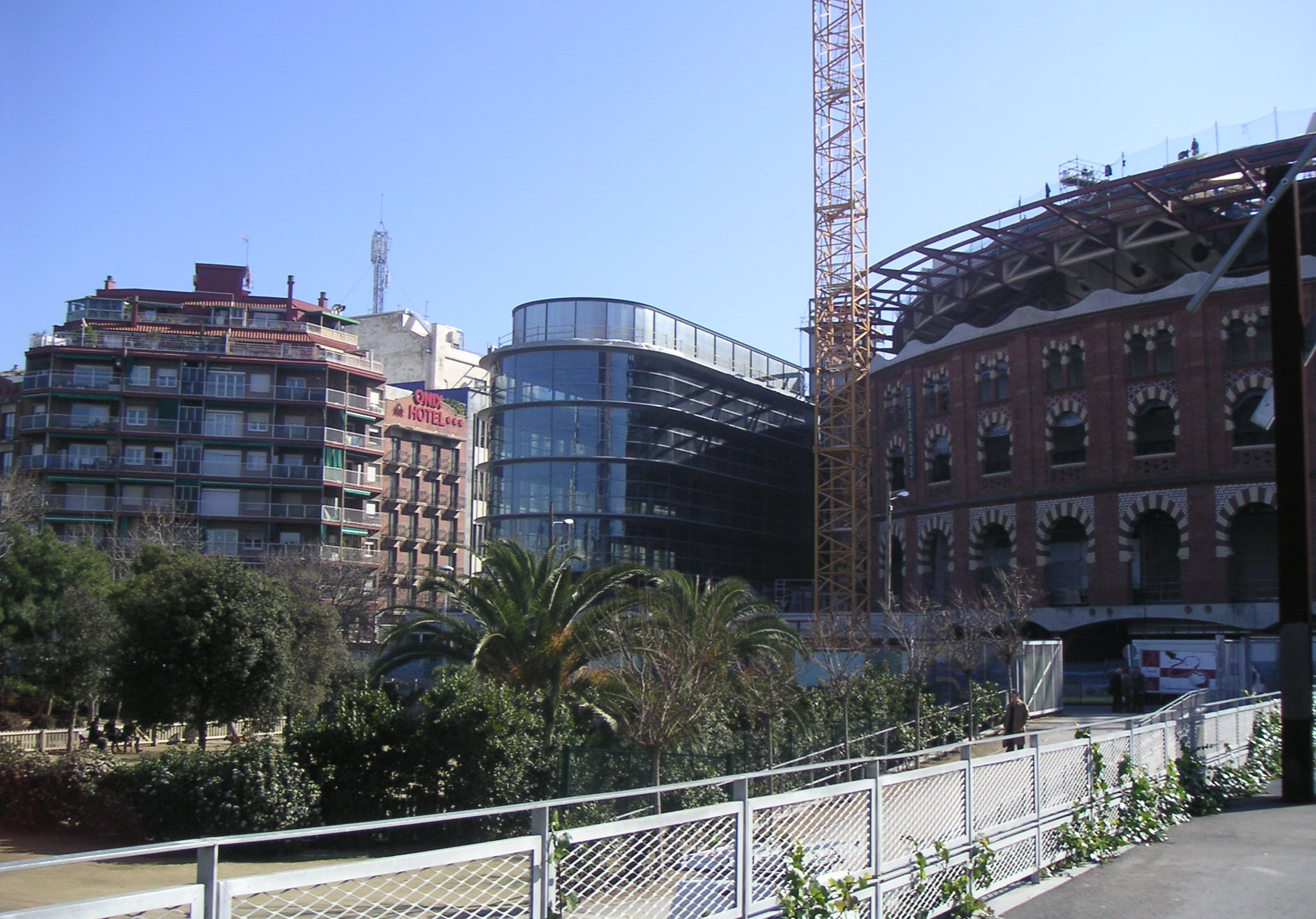
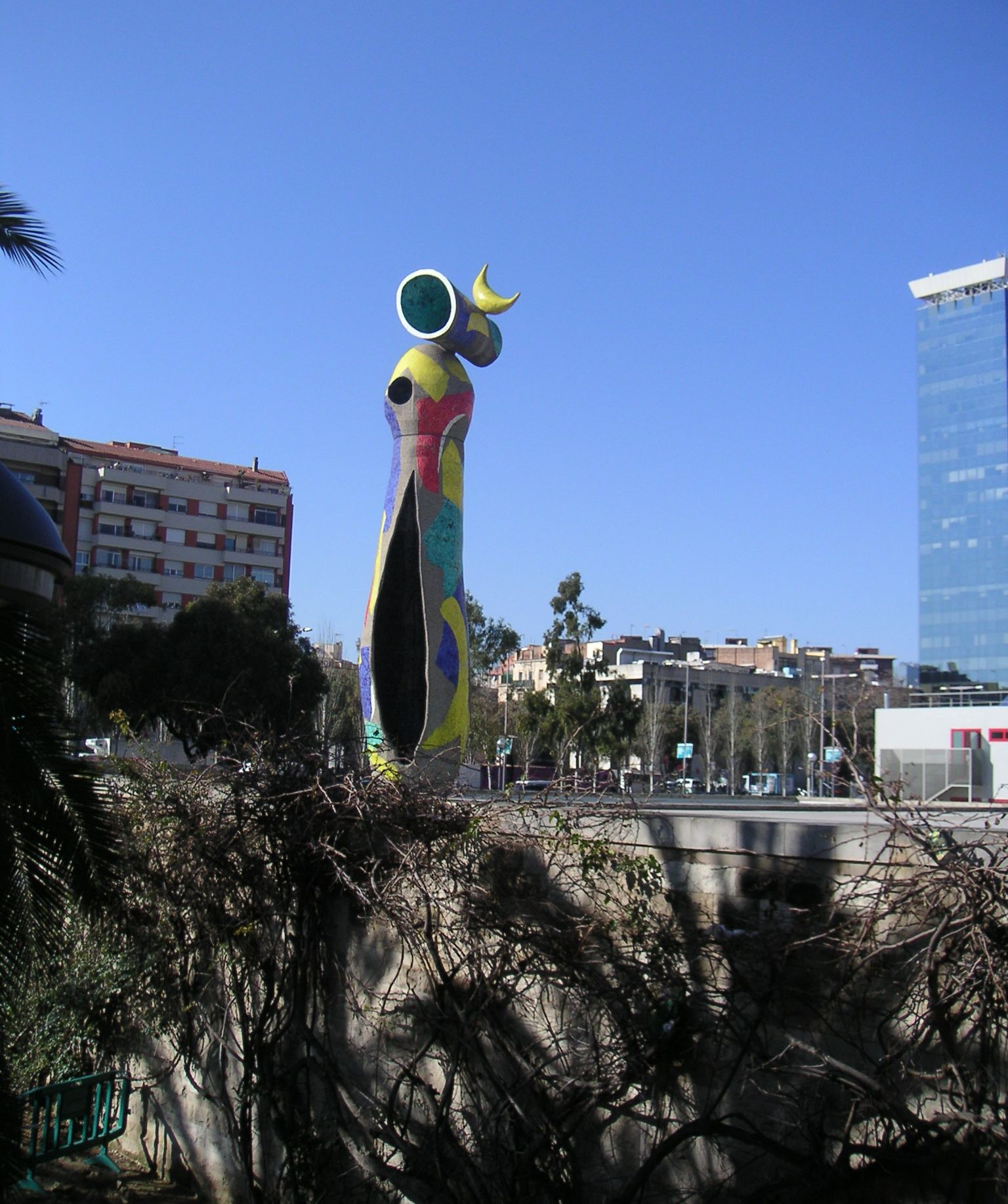
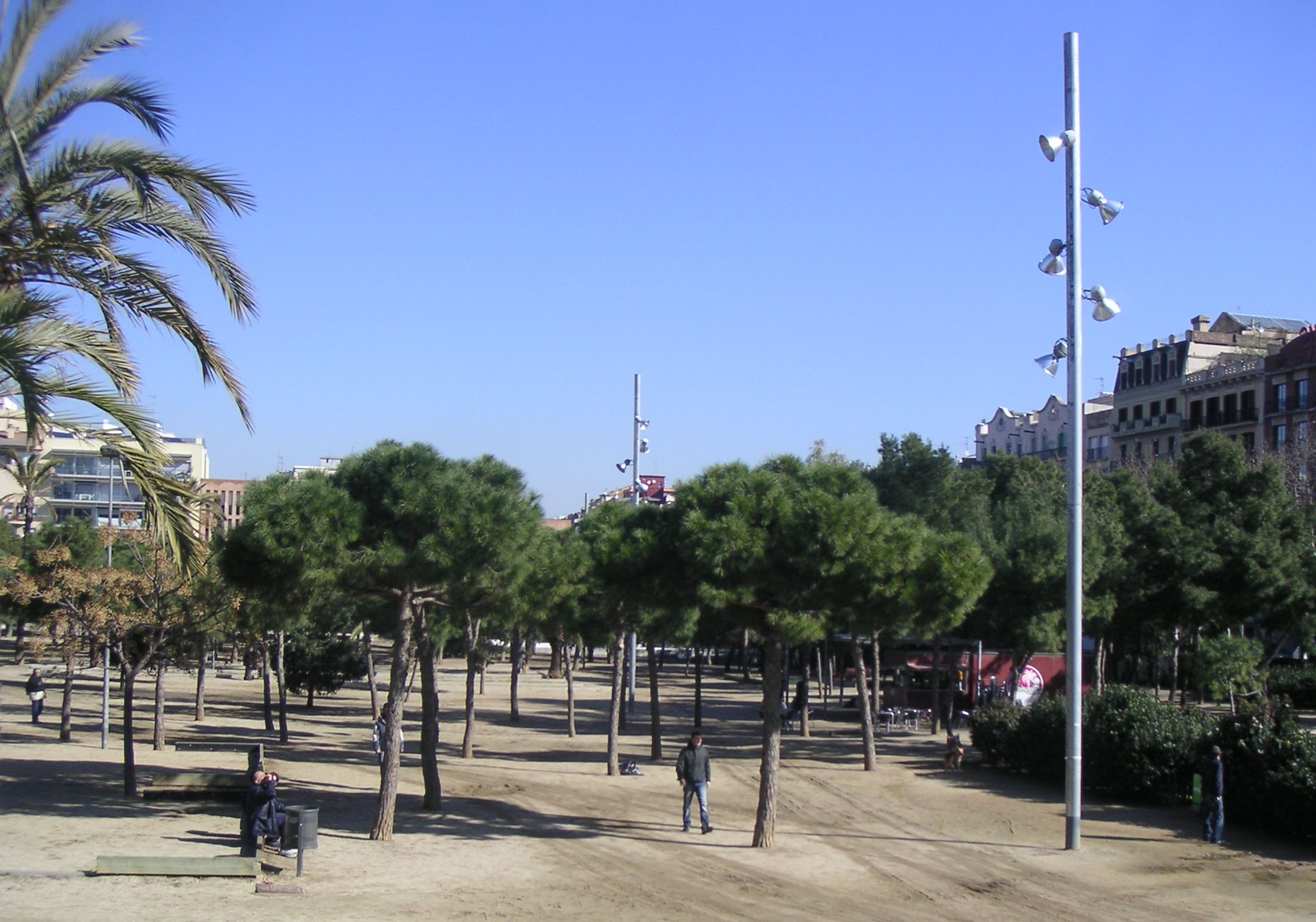
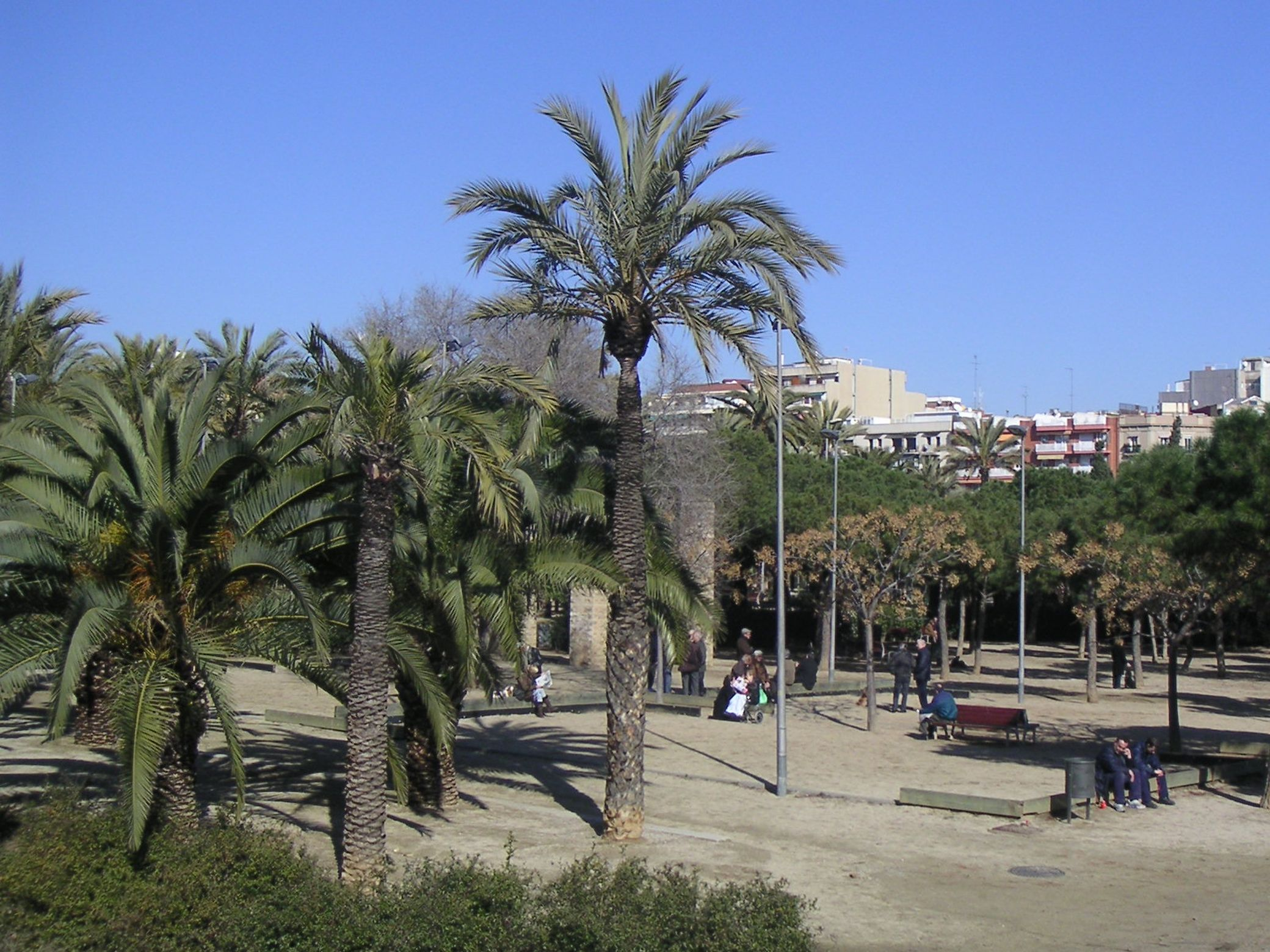
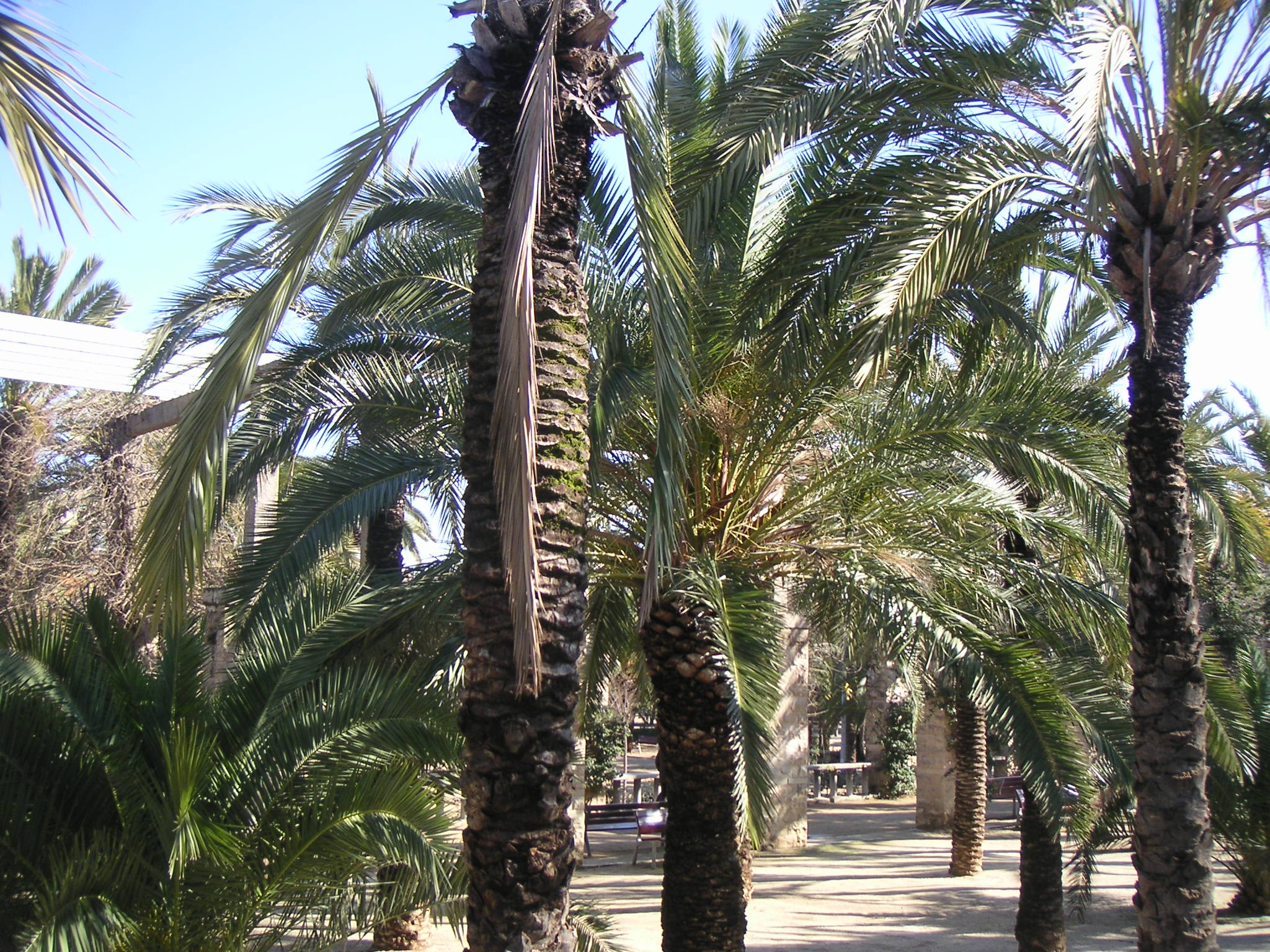
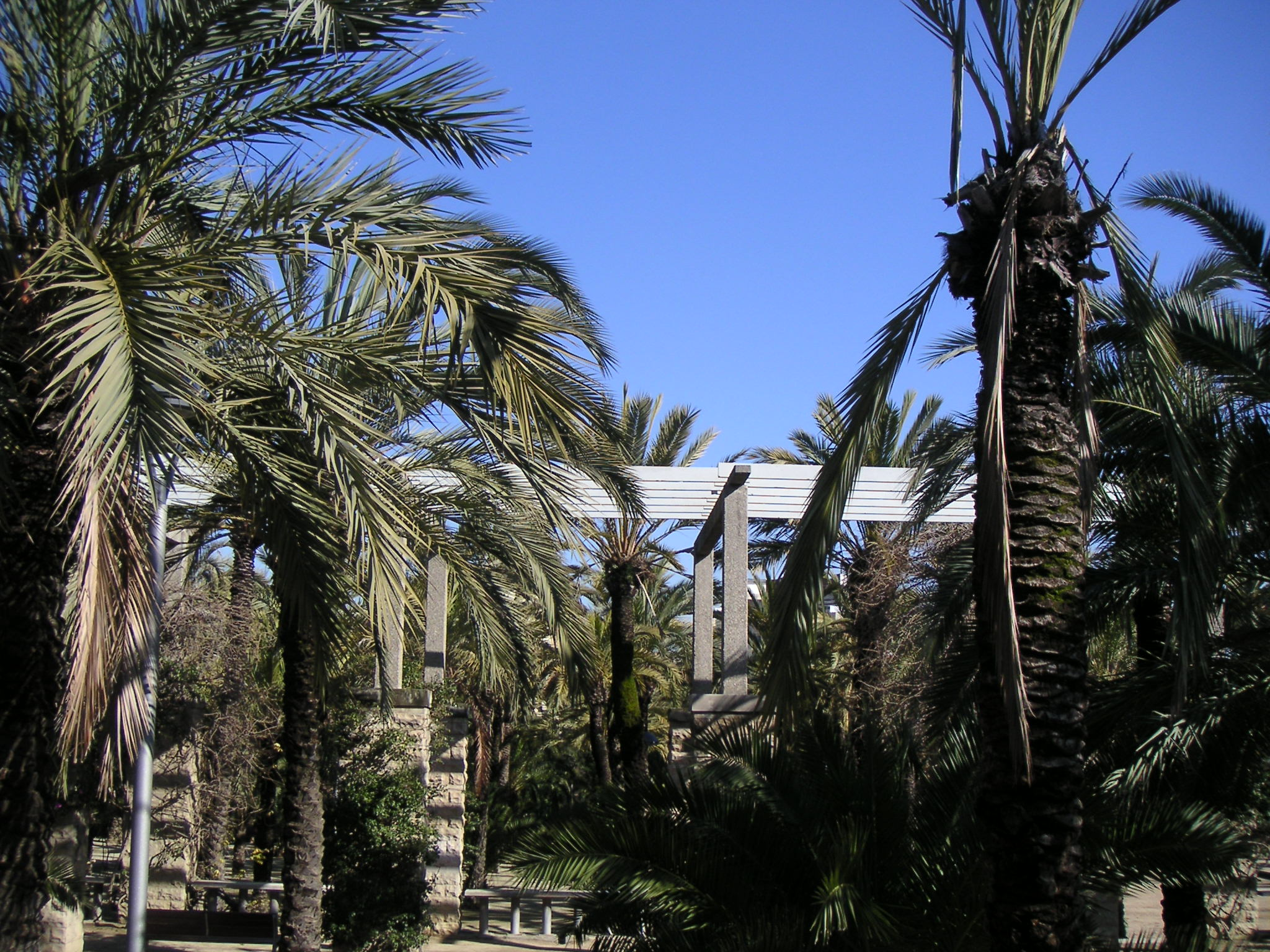